# Megalodes eximia
Megalodes eximia är en fjärilsart som beskrevs av Freyer 1884. Megalodes eximia ingår i släktet Megalodes och familjen nattflyn. Inga underarter finns listade i Catalogue of Life.